# Campionati europei di atletica leggera indoor 1975
I VI campionati europei di atletica leggera indoor si sono svolti a Katowice, in Polonia, presso lo Spodek, dal 8 al 9 marzo 1975. 

## Risultati

### Uomini
| Specialità | Oro                                                                      | Prestazione | Argento                                                                        | Prestazione | Bronzo                                                               | Prestazione |
| Corse piane |                                                                          |             |                                                                                |             |                                                                      |             |
| 60 metri | Valeriy Borzov Unione Sovietica                                          | 6"59        | Aleksandr Aksinin Unione Sovietica                                             | 6"67        | Zenon Licznerski Polonia                                             | 6"74        |
| 400 metri | Hermann Köhler Germania Ovest                                            | 48"76       | Josip Alebić Jugoslavia                                                        | 49"04       | Semyon Kocher Unione Sovietica                                       | 49"33       |
| 800 metri | Gerhard Stolle Germania Est                                              | 1'49"8      | Ivo Van Damme Belgio                                                           | 1'50"1      | Vladimir Ponomaryov Unione Sovietica                                 | 1'50"2      |
| 1.500 metri | Thomas Wessinghage Germania Ovest                                        | 3'44"6      | Pyotr Anisim Unione Sovietica                                                  | 3'45"5      | Gheorghe Ghipu Romania                                               | 3'45"4      |
| 3.000 metri | Ian Stewart Regno Unito                                                  | 7'58"6      | Pekka Päivärinta Finlandia                                                     | 7'58"6      | Boris Kuznetsov Unione Sovietica                                     | 8'01"2      |
| Corse a ostacoli |                                                                          |             |                                                                                |             |                                                                      |             |
| 60 metri ostacoli | Leszek Wodzyński Polonia                                                 | 7"69        | Frank Siebeck Germania Est                                                     | 7"69        | Eduard Pereverzev Unione Sovietica                                   | 7"74        |
| Staffette |                                                                          |             |                                                                                |             |                                                                      |             |
| Staffetta 4×320 metri | Germania Ovest Klaus Ehl Franz-Peter Hofmeister Karl Honz Hermann Köhler | 2'29"9      | Polonia Wiesław Pucholski Roman Siedlecki Jerzy Włodarczyk Wojciech Romanowski | 2'31"4      | Bulgaria Krassimir Gutev Narzis Popov Yordan Yordanov Yanko Bratanov | 2'32"1      |
| Salti |                                                                          |             |                                                                                |             |                                                                      |             |
| Salto con l'asta | Antti Kalliomäki Finlandia                                               | 5,35 m      | Wojciech Buciarski Polonia                                                     | 5,30 m      | Władysław Kozakiewicz Polonia                                        | 5,30 m      |
| Salto in alto | Vladimír Malý Cecoslovacchia                                             | 2,21 m      | Endre Kelemen Ungheria                                                         | 2,19 m      | Rune Almén Svezia                                                    | 2,19 m      |
| Salto in lungo | Jacques Rousseau Francia                                                 | 7,94 m      | Hans-Jürgen Berger Germania Ovest                                              | 7,87 m      | Zbigniew Beta Polonia                                                | 7,82 m      |
| Salto triplo | Viktor Saneev Unione Sovietica                                           | 17,01 m     | Michał Joachimowski Polonia                                                    | 16,90 m     | Gennadiy Besonov Unione Sovietica                                    | 16,78 m     |
| Lanci |                                                                          |             |                                                                                |             |                                                                      |             |
| Getto del peso | Valcho Stoev Bulgaria                                                    | 20,19 m     | Geoff Capes Regno Unito                                                        | 19,98 m     | Valerij Vojkin Unione Sovietica                                      | 19,44 m     |
| record mondiale; record mondiale stagionale; record europeo; record europeo stagionale; record dei campionati; record nazionale; record personale; record personale stagionale. |                                                                          |             |                                                                                |             |                                                                      |             |

### Donne
| Specialità | Oro                                                                                | Prestazione | Argento                                                                  | Prestazione | Bronzo                                                                      | Prestazione |
| Corse piane |                                                                                    |             |                                                                          |             |                                                                             |             |
| 60 metri | Andrea Lynch Regno Unito                                                           | 7"17        | Monika Meyer Germania Est                                                | 7"24        | Irena Szewińska Polonia                                                     | 7"26        |
| 400 metri | Verona Elder Regno Unito                                                           | 52"68       | Nadezhda Ilyina Unione Sovietica                                         | 53"21       | Inta Kļimoviča Unione Sovietica                                             | 53"91       |
| 800 metri | Anita Barkusky Germania Est                                                        | 2'05"6      | Sarmīte Štūla Unione Sovietica                                           | 2'06"2      | Rositsa Pekhlivanova Bulgaria                                               | 2'06"3      |
| 1.500 metri | Natalia Andrei Romania                                                             | 4'14"7      | Tatyana Kazankina Unione Sovietica                                       | 4'14"8      | Ellen Wellmann Germania Ovest                                               | 4'16"2      |
| Corse a ostacoli |                                                                                    |             |                                                                          |             |                                                                             |             |
| 60 metri ostacoli | Grażyna Rabsztyn Polonia                                                           | 8"04        | Annelie Ehrhardt Germania Est                                            | 8"12        | Tatyana Anisimova Unione Sovietica                                          | 8"21        |
| Staffette |                                                                                    |             |                                                                          |             |                                                                             |             |
| Staffetta 4×320 metri | Unione Sovietica Inta Kļimoviča Ingrida Barkane Lyudmila Aksyonova Nadezhda Ilyina | 2'46"1      | Germania Ovest Elke Barth Brigitte Koczelnik Silvia Hoffmann Rita Wilden | 2'47"3      | Polonia Zofia Zwolińska Genowefa Nowaczyk Krystyna Kacperczyk Danuta Piecyk | 2'49"6      |
| Salti |                                                                                    |             |                                                                          |             |                                                                             |             |
| Salto in alto | Rosemarie Ackermann Germania Est                                                   | 1,92 m =    | Marie-Christine Debourse Francia                                         | 1,83 m      | Annemieke Bouma Paesi Bassi                                                 | 1,80 m      |
| Salto in lungo | Dorina Catineanu Romania                                                           | 6,31 m      | Lidiya Alfeyeva Unione Sovietica                                         | 6,29 m      | Meta Antenen Svizzera                                                       | 6,28 m      |
| Lanci |                                                                                    |             |                                                                          |             |                                                                             |             |
| Getto del peso | Marianne Adam Germania Est                                                         | 20,05 m     | Helena Fibingerová Cecoslovacchia                                        | 20,06 m     | Ivanka Khristova Bulgaria                                                   | 18,35 m     |
| record mondiale; record mondiale stagionale; record europeo; record europeo stagionale; record dei campionati; record nazionale; record personale; record personale stagionale. |                                                                                    |             |                                                                          |             |                                                                             |             |

## Medagliere
Legenda
     Paese ospitante
| Posizione | Paese            | Oro | Argento | Bronzo | Totale |
| --------- | ---------------- | --- | ------- | ------ | ------ |
| 1         | Germania Est     | 4   | 3       | 0      | 7      |
| 2         | Unione Sovietica | 3   | 6       | 8      | 17     |
| 3         | Germania Ovest   | 3   | 2       | 1      | 6      |
| 4         | Regno Unito      | 3   | 1       | 0      | 4      |
| 5         | Polonia          | 2   | 3       | 4      | 9      |
| 6         | Romania          | 2   | 0       | 1      | 3      |
| 7         | Cecoslovacchia   | 1   | 1       | 0      | 2      |
| 7         | Finlandia        | 1   | 1       | 0      | 2      |
| 7         | Francia          | 1   | 1       | 0      | 2      |
| 10        | Bulgaria         | 1   | 0       | 4      | 5      |
| 11        | Belgio           | 0   | 1       | 0      | 1      |
| 11        | Ungheria         | 0   | 1       | 0      | 1      |
| 11        | Jugoslavia       | 0   | 1       | 0      | 1      |
| 14        | Paesi Bassi      | 0   | 0       | 1      | 1      |
| 14        | Svezia           | 0   | 0       | 1      | 1      |
| 14        | Svizzera         | 0   | 0       | 1      | 1      |
| Totale    | Totale           | 21  | 21      | 21     | 63     |